# Spilosoma madagascariensis
Spilosoma madagascariensis là một loài bướm đêm thuộc phân họ Arctiinae, họ Erebidae.